# Händelöbron
Händelöbron är en klaffbro över Motala ström vid Norrköpings hamn i Norrköping.
Bron, som förbinder Norrköping med industriområden på Händelö, stod färdig 1965 och ersatte den färja över Lindö kanal som behövts sedan kanalen skurit av halvön Händelö och förvandlat den till en riktig ö. Händelöbron trafikeras (2008) av 8000 fordon varje dygn.
Segelfri höjd vid stängd bro är 5,0 meter och fri bredd 11 meter. Dagliga öppningar av bron, på vinterhalvåret dock endast efter beställning.